# Olla de Navidad
La olla de Navidad (denominada en valenciano como l'olla de Nadal y en catalán escudella i carn d'olla de Nadal) es un cocido típico de diversas localidades. Entre ellas cabe destacar la cocina valenciana, y catalana. La preparación de este plato es habitual en los meses fríos de invierno, es habitual en la culinaria navideña y posee como característica que se come a lo largo de diversas jornadas. 

## Características
Es una especie de comida tradicional que se suele comer en diversas jornadas. En el primer día se suele tomar la sopa, las pelotas de carne y el surtido de carnes y embutidos; el arroz con el caldo en la segunda jornada, y la "ropa vieja" (carne cocida deshilachada), cocinada con las carnes sobrantes picadas sofritas con tomate y cebolla la última jornada.

## Cultura
- El escritor valenciano Blasco Ibañez en su novela Arroz y Tartana.
- Teodoro Llorente Falcó describe el plato en sus Memorias de un sesentón.